# Sanctuaire circulaire de Pömmelte
Le sanctuaire circulaire de Pömmelte est le site archéologique d'un ancien site rituel daté de la fin du IIIe millénaire av. J.-C. Il se trouve à Pömmelte, un lieu de la commune de Barby, dans le Land de Saxe-Anhalt, en Allemagne, à proximité de l'Elbe. Contrairement à d'autres sites contemporains comme Stonehenge, le site de Pömmelte était construit en bois et levées de terre.

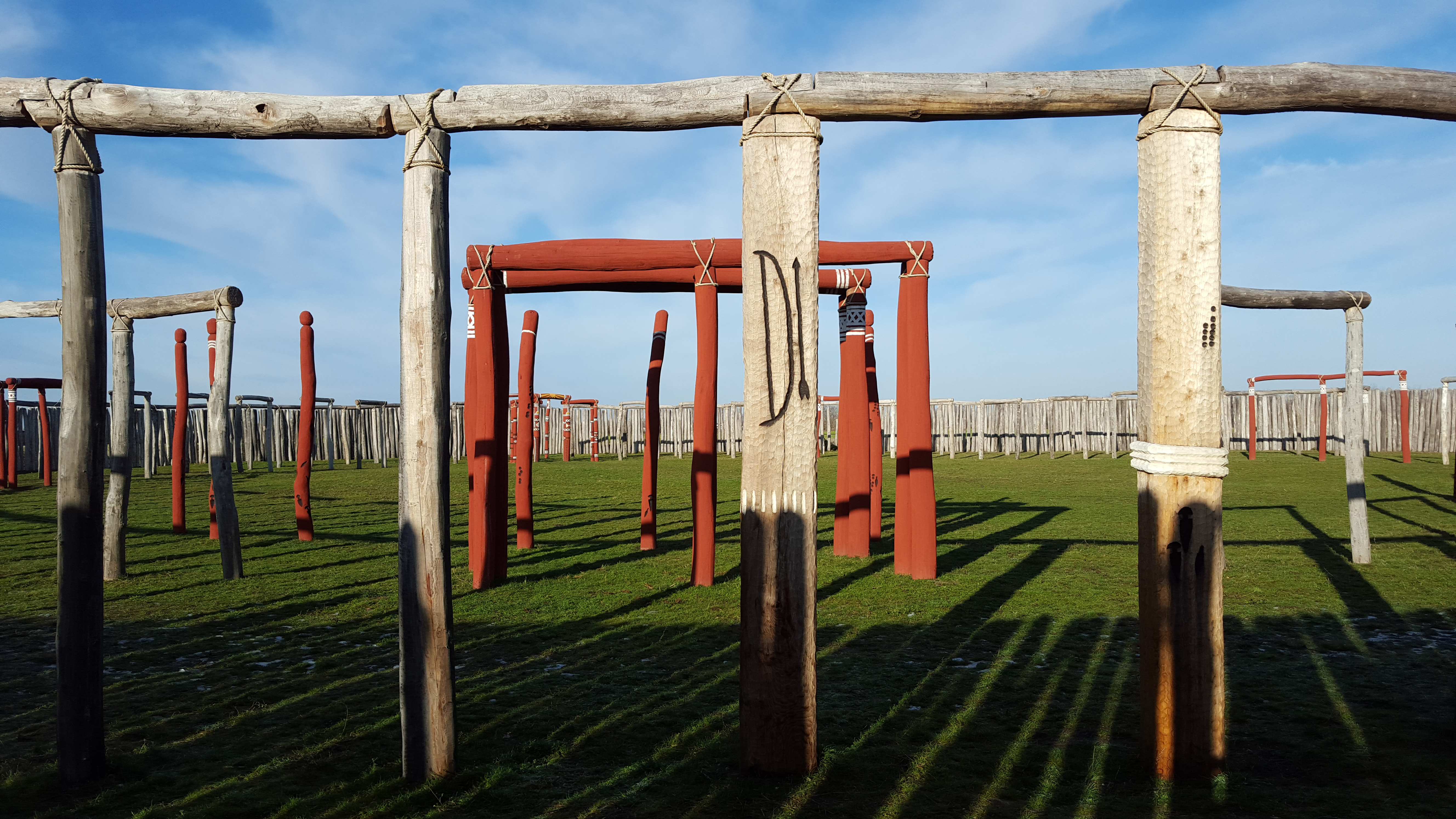
Vue du cercle intérieur reconstitué.

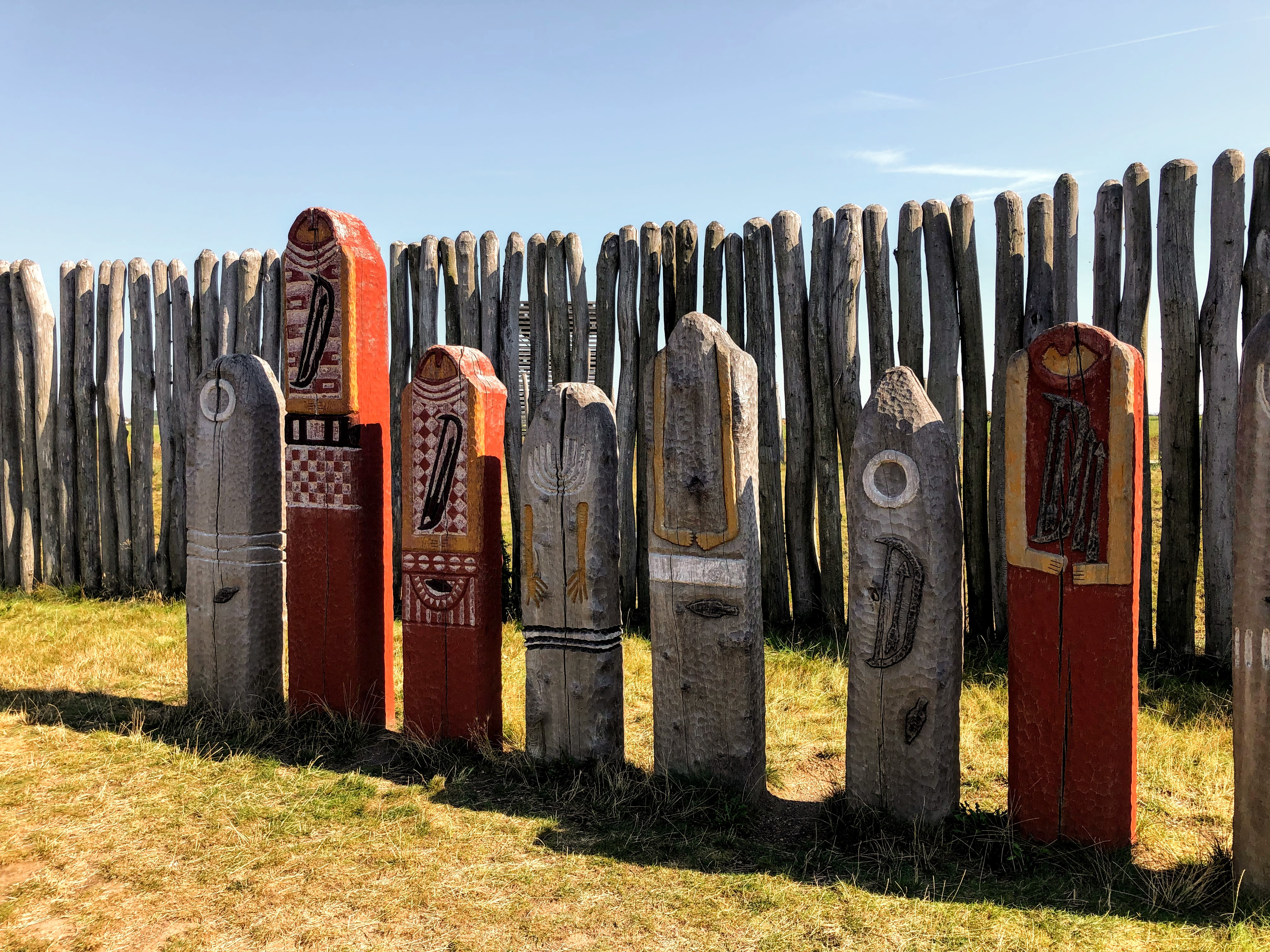
Des poteaux peints d'après les motifs trouvés sur les poteries.

## Historique
Le site a été découvert par prospection aérienne en 1991, puis par un examen géomagnétique en 2005/2006, suivi d'une campagne de fouilles.

## Description
Le site est composé de sept cercles concentriques, pour un diamètre total de 115 mètres, et forme un enclos circulaire (de). Le cercle extérieur est formé par une couronne de poteaux, qui entourent un autre cercle formé par une succession de fossés. Il s'ensuit un talus puis le fossé principal (80 m de diamètre), bordé par une palissade en bois, avec deux autres cercles de poteaux à l'intérieur.
Des fosses circulaires ont été creusées dans le fossé, probablement renforcées par des structures en vannerie. Elles contenaient des récipients en céramique, des haches de pierre, des os d'animaux et des os humains,. On suppose qu'il y a eu des sacrifices humains. Le feu faisait partie des rituels puisque des couches de cendres ont été trouvées.

## Datation
La plupart des poteries sont représentatives de la culture d'Unétice (de 2300 à 1600 av. J.-C., Bronze ancien) et de la culture campaniforme (2500 à 2200 av. J.-C., Néolithique final), quelques-unes de la culture de la céramique cordée (2800 à 2100 av. J.-C.). La datation par le carbone 14 de matériel organique a permis de dater la période d'utilisation de 2335 à 2050 av. J.-C. Le site a été intentionnellement démonté en 2060 av. J.-C. ± 75 ans et les troncs ont probablement été brûlés.

## Alentours
Les archéologues ont découvert les contours de 65 maisons en bois et/ou en pisé. Selon Franziska Knoll, archéologue de l'université de Halle, il pourrait s'agir du plus grand établissement de l'Âge du bronze ancien que nous connaissions en Europe centrale.

## Reconstitution
Le sanctuaire a été reconstitué pour la somme de deux millions d'euros, en utilisant 1 200 troncs de robinier, un bois quasiment imputrescible, et peint et décoré en s'inspirant des motifs trouvés sur la céramique et les stèles de cette époque.